# Måns Mårlind

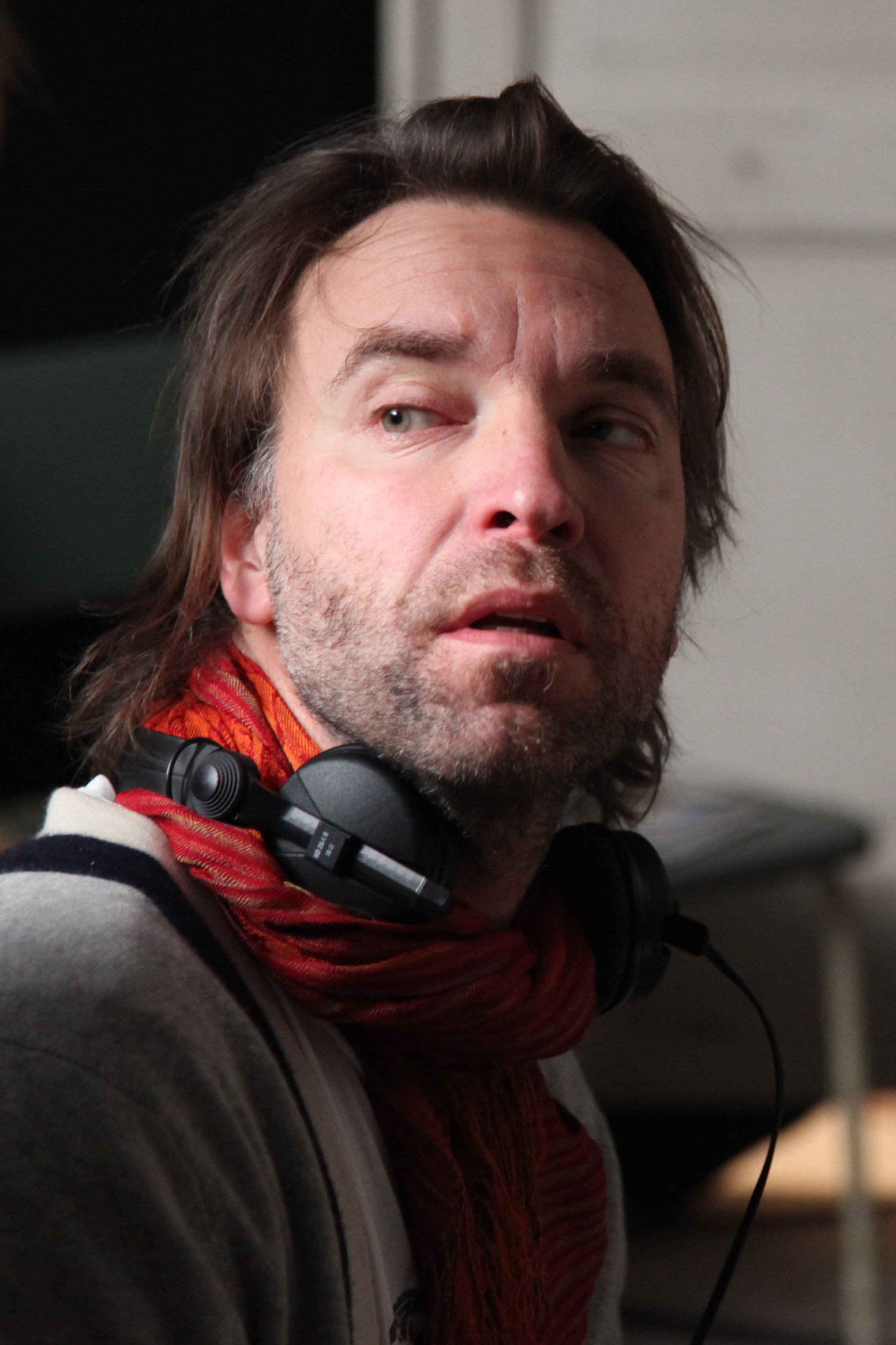
Måns Mårlind (2012)

Måns Mårlind Magnus (* 29. Juli 1969 in Vallentuna) ist ein schwedischer Regisseur und Drehbuchautor.

## Leben
Marlind studierte an der Universität Stockholm (Schweden) und am American Film Institute.

### Filmkarriere
Mårlind drehte die meisten seiner Filme mit seinem Schulfreund Björn Stein. 2005 drehte er mit Stein seinen ersten Spielfilm Storm, welchen er in Trollywood drehte. 2008 drehten sie den Thriller Shelter mit Julianne Moore und Jonathan Rhys Meyers.
Im November 2010 ersetzten Mårlind und Stein, Len Wiseman als Regisseur des vierten Underworld Film Underworld: Awakening.
Mit Stein verfilmt er auch 2013 Andres Fagers Roman Collected Swedish Cults.

## Filmkarriere
- 2006: Snapphanar
- 2007: Storm
- 2010: Shelter

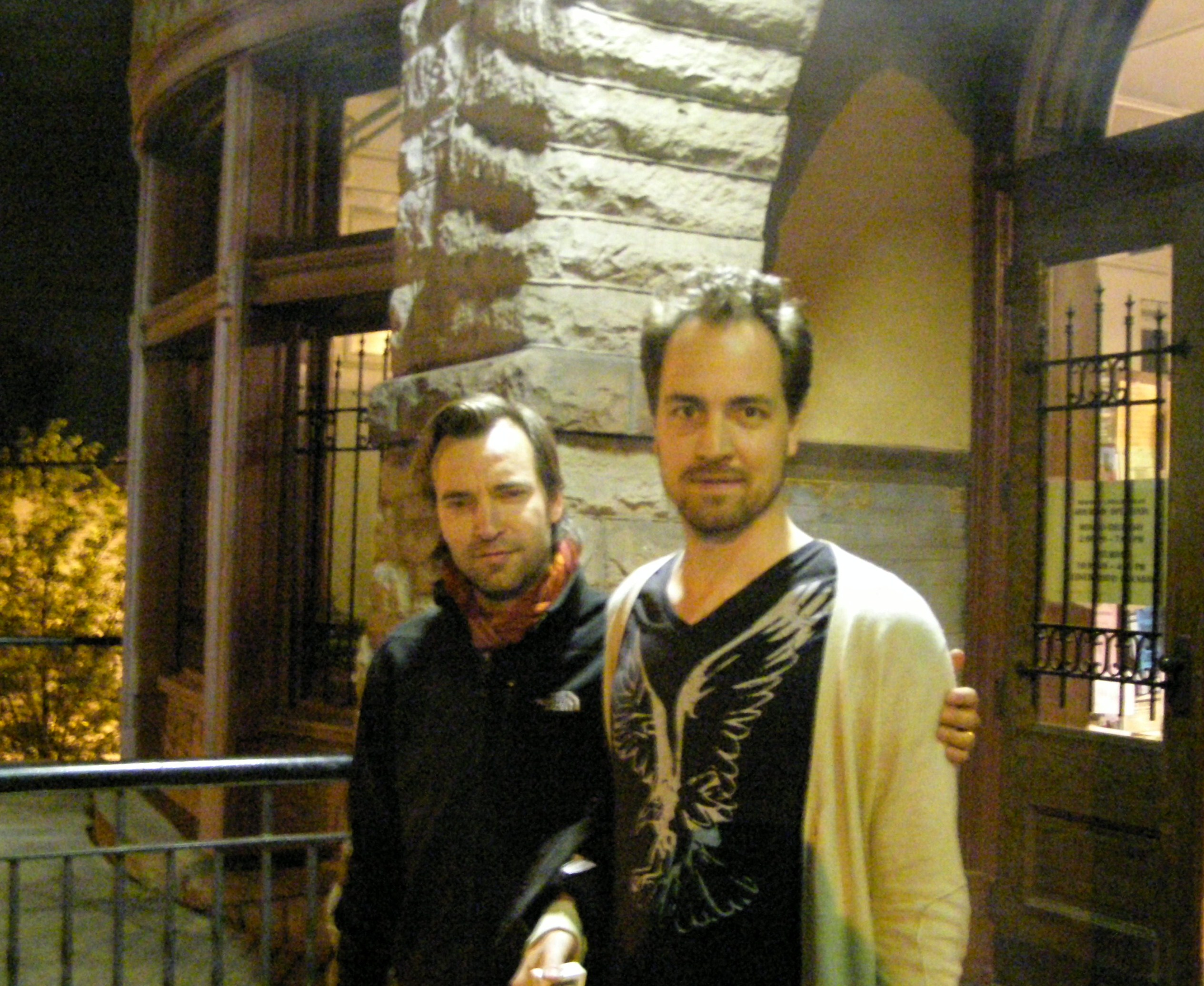
Mårlind (links) und Björn Stein im Mai 2008 in der Braddock Carnegie Library während der Dreharbeiten zu Shelter

- 2011: Die Brücke – Transit in den Tod
- 2012: Underworld: Awakening
- 2020: Schatten der Mörder – Shadowplay